# Murakami (empereur)
Pour les articles homonymes, voir Murakami.
L'empereur Murakami (村上天皇, Murakami Tennō, 14 juillet 926 – 5 juillet 967) était le soixante-deuxième empereur du Japon, selon l'ordre traditionnel de la succession, et a régné de 946 à sa mort. 

## Généalogie
Avant son avènement au Trône du chrysanthème, son nom personnel (son iminia) était Nariakira-shinnō.
Murakami était le quatorzième fils de l'empereur Daigo.
Plusieurs des descendants de l'empereur Murakami reçurent le kabane Minamoto et forment ainsi la lignée Murakami Genji de ce clan.
Son second fils devint l'empereur Reizei.

### Impératrice et consorts
- Fujiwara no Anshi (Yasuko), née en 927, fille de Fujiwara no Morosuke et de Fujiwara no Seishi, fille de Fujiwara no Tsunekuni ; entrée au palais en 946 ; épouse impériale (nyogo) ; impératrice (kōgō) en 958 ; morte en 964 ; titrée impératrice douairière (kōtaigō) en 967 ; titrée grande impératrice douairière (tai-kōtaigō) en 969; dont il eut sept enfants:
  - première fille: Princesse Shoshi, née en 948, morte en 951
  - second fils: Prince Norihira, né en 950 (empereur Reizei)
  - quatrième fils: Prince Tamehira, né en 952 ; ministre du Cérémonial ; mort en 1010 ; marié en 966 à une fille du prince Takaakira (fils de l'empereur Daigo) ; dont 6 fils Minamoto, et 3 filles:
    - Princesse Nakahimegimi, née avant 969 ; mariée à son oncle le prince Tomohira, septième fils de l'empereur Murakami
    - Princesse Enshi, née en 972 ; morte en 998 ; mariée en 985 à l'empereur Kazan ; épouse impériale (nyogo). Mariée aussi à Fujiwara no Sanesuke.
    - Princesse Kyoshi, née en 984 ; saio au Ise-jingū de 986 à 1011

  - septième fille: Princesse Hoshi (Sukeko), née en 953, saio au Ise-jingū de 968 à 969 ; morte en 992
  - neuvième fille: Princesse Shishi, née en 955 ; titrée princesse du premier rang ; nonne 986 ; morte en 1015
  - cinquième fils: Prince Morihira, né en 959 (empereur En'yū)
  - dixième fille: Princesse Senshi, née en 964, saio de Kamo-jinja de 975 à 1031 ; nonne en 1031 ; morte en 1035
- Fujiwara no Jusshi (Nobuko), née en 933 ; fille de Fujiwara no Saneyori et d’une fille de Fujiwara no Tokihira ; entrée au palais en 946 ; épouse impériale (nyogo) ; titrée épouse impériale du Kokiden ; morte de la variole en 947 alors qu’elle était enceinte.

- Princesse Kishi, sa nièce, née en 929, fille du prince Shigeakira (fils de l'empereur Daigo) et de Fujiwara no Kanshi, fille de Fujiwara no Tadahira; saio au Ise-jingū 936-945; entrée au palais en 949 ; épouse impériale (nyogo) ; titrée épouse impériale de Shokyoden ; + 985; dont il eut 1 enfant:
  - quatrième fille: Princesse Kishi (Noriko), née en 949, saio d'Ise de 975 à 984, morte en 986.

- Princesse Soshi, sa nièce, née en 930, fille du prince Yoakira ; épouse impériale (nyogo) ; titrée épouse impériale de Reikeiden ; morte en 1008; dont il eut 2 enfants:
  - sixième fille: Princesse Rakushi, née en 952 ; saio d'Ise de 955 à 967 ; morte en 998.
  - septième fils: Prince Tomohira, né en 964, naidaijin (ministre du Centre) ; mort en 1009 ; marié à la princesse Nakahimegimi (sa nièce), fille du prince Tamehira et d’une fille du prince Takaakira dont il eut, entre autres:
    - Princesse Takahime, mariée à Fujiwara no Yorimichi,
    - Princesse Naka no Kimi, mariée au prince Atsuyasu (né en 999, fils de l'empereur Ichijō et de l'impératrice Teishi, mort en 1018
    - Princesse Senshi, née en 1005 ; vestale d'Ise de 1016 à 1036; morte 1074

- Fujiwara no Hoshi, fille de Fujiwara no Morotada ; titrée épouse impériale (nyogo) de Sen'yoden ; morte en 967; dont il eut 2 enfants:
  - sixième fils: Prince Masahira, né en 960, mort en 961.
  - huitième fils: Prince Nagahira, né en 965, ministre de la Guerre, mort en 988.

- Princesse Eisshi (Yoshiko), fille du prince Shigeakira (fils de l'empereur Daigo)et de Fujiwara no Kanshi, fille de Fujiwara no Tadahira; saio au Ise-jingū 947-954; entrée au palais vers 955 ; épouse impériale (nyogo)

- Minamoto no Keishi (Kazuko), fille de Minamoto Moroakira ; entrée au palais en 946 ; dame du vestiaire (kōi) ; titrée dame de Hirohata; dont il eut 2 enfants :
  - seconde fille: Princesse Rishi, née en 948 et morte en 960
  - cinquième fille: Princesse Seishi, née en 950, morte en 998 ; mariée à Fujiwara no Akimitsu

- Fujiwara no Genshi (Sukehime), fille de Fujiwara no Motokata ; entrée au palais en 946 ; dame du vestiaire (kōi) ; nonne en 967; dont il eut 2 enfants:
  - premier prince: Prince Hirohira, né en 950 ; gouverneur général du dazaifu ; mort en 971
  - huitième fille: Princesse Shushi, née en 954 et morte en 970.

- Fujiwara no Masahime, fille de Fujiwara no Arihira ; entrée au palais en 948 ; dame du vestiaire (kōi) ; titrée dame de Azechi ; morte en 967; dont il eut 3 enfants :
  - troisième fille: Princesse Hoshi, née en 949, morte en 987 ; mariée à Fujiwara no Kaneie, puis séparée ; nonne.
  - troisième prince: Prince Munehira, né en 951, ministre de la guerre ; moine en 980 ; mort en 1041 ; marié à une fille de Minamoto no Masanobu
  - neuvième fils: Prince Akihira, né en 954 ou 965 ; moine en 984 ; mort en 1013 ; marié à une fille de Fujiwara no Takamitsu et d'une fille de Fujiwara Morouji dont il eut :
    - une princesse, mariée à Fujiwara no Kintō (né en 966, fils de Fujiwara no Yoritada et de la princesse Genshi, mort en 1041) elle prit le voile avant 1012 ; morte après 1024.

- Fujiwara no Shushi, fille de Fujiwara no Asahira; dame du vestiaire (kōi)

- Fujiwara no Yujo, fille de Fujiwara no Arisuke; dame du vestiaire (kōi)

- Fujiwara no Toshi, fille de Fujiwara no Morosuke et de Fujiwara no Seishi, fille de Fujiwara no Tsunekuni ; (mariée en 948 au prince Shigeakura, né en 906 ; fils de l'empereur Daigo, mort en 954) ; entrée au palais en 964 ; titrée Dame de Joganden ; morte en 975.

## Biographie
Murakami est nommé prince héritier en 944, et accède au trône deux ans plus tard quand son frère Suzaku abdique en sa faveur. 
- Ère Tengyō 9, le 13e jour du 4e mois (946): En la dix-septième année du règne de Suzaku (朱雀天皇17年), l'empereur abdiquait ; et la succession (la senso) a été reçue par son frère cadet, Nariakira-shinnō[4].

- Ère Tengyō 9, le 28e jour du 4e mois (946): Bientôt ensuite, on dit que l'empereur Murakami, âgé de 21 ans, a accédé au trône (le sokui)[5].

Son oncle Fujiwara no Tadahira reste cependant régent sesshō jusqu'à sa mort, en 949. Après cela, aucun régent n'est nommé, et bien que ses contemporains prient l'empereur Murakami de diriger directement l'état, le pouvoir reste aux mains du clan Fujiwara, les frères Fujiwara no Sanetomo et Fujiwara no Morosuke devenant les dirigeants de facto du Japon.
Durant son règne, Murakami tente de réduire les dépenses du gouvernement et de garder le prix des denrées à un cours bas.
Figure centrale de la culture de l'époque Heian, Murakami ordonne en 951 la compilation du Gosen Wakashū. Il est également connu comme joueur talentueux de flûte et de koto.
Pendant son règne, le palais impérial est détruit par un incendie.

### Kugyō
Le Kugyō (公卿) est un nom collectif pour les hommes les plus respectés du kuge, les fonctionnaires les plus puissants à la cour impérial et les ministres les plus importants du daijō-kan.
Lors du règne de Murakami (r. 946-967), il y eut comme ministres :
- Kampaku, Fujiwara no Tadahira (藤原忠平?), 880-949[7]
- Daijō-daijin, Fujiwara no Tadahira (藤原忠平?)[7]
- Sadaijin, Ono-no-miya Fujiwara no Saneyori (藤原実頼?), 900-970[7]
- Udaijin, Fujiwara no Saneyori (藤原実頼?)
- Udaijin, Kujo no Fujiwara no Morosuke (藤原師輔?), 908-960[7]
- Udaijin, Fujiwara no Akitada (藤原顕忠?)
- Udaijin, Minamoto no Taka-akira (源高明?)

## Ères de son règne
Les années du règne de Murakami sont plus spécifiquement identifiées par plus d'une ère japonais ou nengō.
- Ère Tengyō (938-947)
- Ère Tenryaku (947-957)
- Ère Tentoku (957-961)
- Ère Ōwa (961-964)
- Ère Kōhō (964-968)